# Ménure superbe
Menura novaehollandiae
Espèce
Statut de conservation UICN

 LC  : Préoccupation mineure
Le Ménure superbe (Menura novaehollandiae) est une espèce d'oiseau-lyre originaire d'Australie.

## Description
Il mesure environ 1 m de long, avec un plumage brun sur la partie supérieure du corps, gris foncé dessous, les ailes sont arrondies et les jambes fortes. C'est la plus longue et le troisième plus lourde espèce de tous les passereaux.
Le mâle est porteur de la plus élégante de toutes les queues d'oiseaux. La queue a seize plumes avec les deux plumes les plus périphériques plus voyantes et contrastées  que les autres donnant à l'ensemble une forme de lyre. Il faut sept ans pour que la queue se développe pleinement. Pendant la parade nuptiale, le mâle renverse sa queue sur sa tête, ses plumes en éventail pour former un auvent blanc argenté. Les jeunes mâles et les femelles ont les plumes de la queue brunes qui servent à les camoufler sur le sol de la forêt.
C'est l'un des deux oiseaux-lyres de la famille des Menuridae, l'autre étant le plus rare Ménure d'Albert. Le ménure superbe a une capacité extraordinaire à imiter correctement une grande variété de sons, plus d'une vingtaine de chants d'autres espèces, mais également des bruits entendus dans la forêt tels une alarme de voiture, une tronçonneuse, un obturateur d'appareil photo... Les deux sexes chantent mais les mâles le font plus fort et plus souvent.

## Comportement

### Alimentation
Son régime alimentaire se compose principalement de petits invertébrés trouvés sur le sol ou dans les bois pourris. Pour cela il retourne annuellement des dizaines de tonnes de terre par hectare, ce qui permet de diminuer le tassement du sol.

### Reproduction
Ils se reproduisent au milieu de l'hiver. Les mâles adultes se mettent à chanter une demi-heure avant le lever du soleil perchés sur une branche dans la forêt. Il chante moins souvent à d'autres moments de l'année, mais on peut parfois l'entendre les jours de pluie ou de brouillard.
Pendant la saison de reproduction, les femelles adultes reproductrices et les mâles défendent des territoires distincts et seules les femelles prennent soin des jeunes. Une femelle peut rendre visite à plusieurs mâles avant de s'accoupler [1], mais on ne sait pas si elle s'accouple une ou plusieurs fois. La femelle pond un seul œuf et construit un nid en forme de dôme qu'elle camoufle souvent avec des fougères ou de la  mousse. [2] Le poussin passe environ neuf mois avec la femelle avant de devenir indépendant.

## Répartition
Espèce endémique australienne, on trouve le ménure superbe dans les forêts du sud-est de l'Australie, du sud du Victoria au sud-est du Queensland.

## Population et conservation
Dans les années 1930 un petit nombre d'entre eux ont été introduits en Tasmanie par crainte d'extinction. La population de Tasmanie est actuellement en plein essor. Maintenant commun et répandu à travers son vaste territoire, il est classé comme préoccupation mineure sur la Liste rouge de l'UICN des espèces menacées.
Les feux en Australie de la fin de l'année 2019 ont détruit une partie de son biome dont la régénérescence sera longue, ce qui fragilise sa population.

## Numismatique
On le retrouve sur le verso de la pièce de 10 cents de la monnaie australienne.